# Alians strategiczny
Alians strategiczny – połączenie współpracy i konkurencji w pewnej grupie przedsiębiorstw dostarczających produkty częściowo komplementarne. 
Jest to umowa między konkurentami, na zasadach partnerstwa (chociaż czasami alians odbywa się bezumownie). Alians strategiczny pomaga wprowadzić przedsiębiorstwo na nowy rynek, wymieniać doświadczenia i wiedzę pomiędzy współpracującymi podmiotami. Jego popularność jest związana z procesem internacjonalizacji przedsiębiorstw, jest bowiem alternatywą dla innych form podejmowania działalności poza granicami kraju. Stąd też najczęstszą formą współczesnych aliansów to alianse międzynarodowe. Alians strategiczny ma na celu rozszerzenie działalności firmy i poprawę jej konkurencyjności. Są to porozumienia zawierane wówczas, gdy na łączenie się firm nie pozwalają przepisy antymonopolowe. Opierają się w dużym stopniu na integracji działalności, co sprzyja ich trwałości.

## Rodzaje aliansów strategicznych
1. Umowy o realizacji wspólnego projektu
2. Umowy o wyposażaniu i wytwarzaniu (OEM)
3. Umowy licencyjne
4. Franchising
5. Joint venture
6. Udziały kapitałowe
7. Wymiana udziałów

## Motywy
1. Uzyskanie dostępu do rynku lokalnego
2. Stać się jak najszybciej firmą globalną
3. Zmniejszenie ryzyka
4. Poznanie bariery wejścia na rynek
5. Rozwijanie związków kulturowych
6. Minimalizowanie inwestycji kapitałowych
7. Stabilizowanie dochodów
8. Uzyskanie jak największego udziału w rynku lokalnym
9. Minimalizowanie kosztów rozwoju produktu
10. Wykorzystanie lokalnej siły roboczej
11. Pobudzenie wewnętrznej przedsiębiorczości
12. Lepsze wykorzystanie majątku trwałego
13. Uzyskanie poparcia politycznego
14. Zmniejszenie wydatków na badania
15. Pozyskanie technologii zagranicznej
16. Zmniejszenie konkurencji
17. Zaspokojenie ambicji kierownictwa
18. Obejście ograniczeń inwestycyjnych
19. Lepsze wykorzystanie urządzeń
20. Zintegrowanie działań firmy
21. Zapewnienie sobie dostaw materiałowych

## Fazy przygotowania aliansu
1. Określenie głównych motywów tworzenia aliansu i wybranie jego właściwej formy
2. Nakreślenie profilu partnera i wskazanie możliwych koalicjantów
3. Zbieranie informacji i oceną partnerów
4. Nawiązanie kontaktów z potencjalnymi partnerami
5. Uzyskanie poparcie wewnątrz przedsiębiorstwa  i opracowanie planu
6. Próby przezwyciężenia oporów partnera w kwestii nawiązania współpracy
7. Ostateczna weryfikacja wszystkich informacji o partnerach i podjęcie końcowej decyzji o wyborze aliansu
8. Negocjowanie umowy partnerskiej
9. Zawarcie umowy aliansu

## Metodyka zarządzania aliansami
1. Tworzenie aliansu
2. Doskonalenie funkcjonowania aliansu i jego modyfikacje
3. Wycofanie aliansu

## Etapy metody Mindshifting (autorstwa L. Segil)
1. Zdiagnozowanie fazy cyklu życia przedsiębiorstwa, w którym znajdują się oboje partnerzy
2. Przyporządkowanie menadżerów odpowiedzialnych za funkcjonowanie  aliansów do jednego z 6 typów osobowości
3. Dobór właściwej formy współpracy

## 5 spostrzeżeń McKinsey & Co. Inc
1. Alianse są bardziej skuteczne wówczas gdy chodzi o wejście do zbliżonych (powiązanych) biznesów lub na nowe rynki geograficzne.
2. Rzadko sprawdzają się alianse między korporacjami silną i słabą.
3. Skuteczne alianse charakteryzuje zdolność do wychodzenia poza początkowe cele i oczekiwania partnerów.
4. Większe są szanse powodzenia tych aliansów, w których istnieje równy podział własności. Choć w ostateczności liczy się nie struktura własności, lecz posiadanie możliwości zarządzania.
5. Większość aliansów (ponad trzy czwarte) kończyła swoje istnienie poprzez nabycie jednego z partnerów przez centralę drugiego.